# V-Rally 2
V-Rally 2 est un jeu vidéo de course de rallye sorti en 1999, développé par Eden Studios et édité par Infogrames. Ce titre qui fait partie de la série des V-Rally se nomme V-Rally 2: Championship Edition.
La version PlayStation américaine s'intitule Need For Speed: V-Rally 2 et la version Dreamcast américaine porte le nom Test Drive: V-Rally 2, bien qu'elles n'aient pas de rapport avec Need for Speed ou Test Drive.

## Système de jeu
Ce sont des courses de rallyes dans lesquels le joueur peut choisir parmi les 16 voitures officielles du Championnat du monde des rallyes 1999.
Ce jeu permet à 4 pilotes de jouer simultanément en écran séparé sur la même console. Il comporte également une gestion des dégâts très poussée sur les véhicules qui dégrade la voiture à chaque choc tout en s'additionnant, ainsi celle-ci peut terminer quasiment détruite.
Il y a plus de 70 spéciales réparties dans 12 pays différents plus un éditeur de spéciales qui permet de créer ses propres pistes.
Les douze pays sont eux ceux du Championnat du monde des rallyes 1997, à l'exception de la Grèce et du Kenya :
- Rallye Monte-Carlo
- Rallye de Suède
- Rallye du Portugal
- Rallye de Catalogne
- Tour de Corse
- Rallye d'Argentine
- Rallye de Nouvelle-Zélande
- Rallye de Finlande
- Rallye d'Indonésie
- Rallye de Sanremo
- Rallye d'Australie
- Rallye de Grande-Bretagne